# St. Beatus-Höhlen

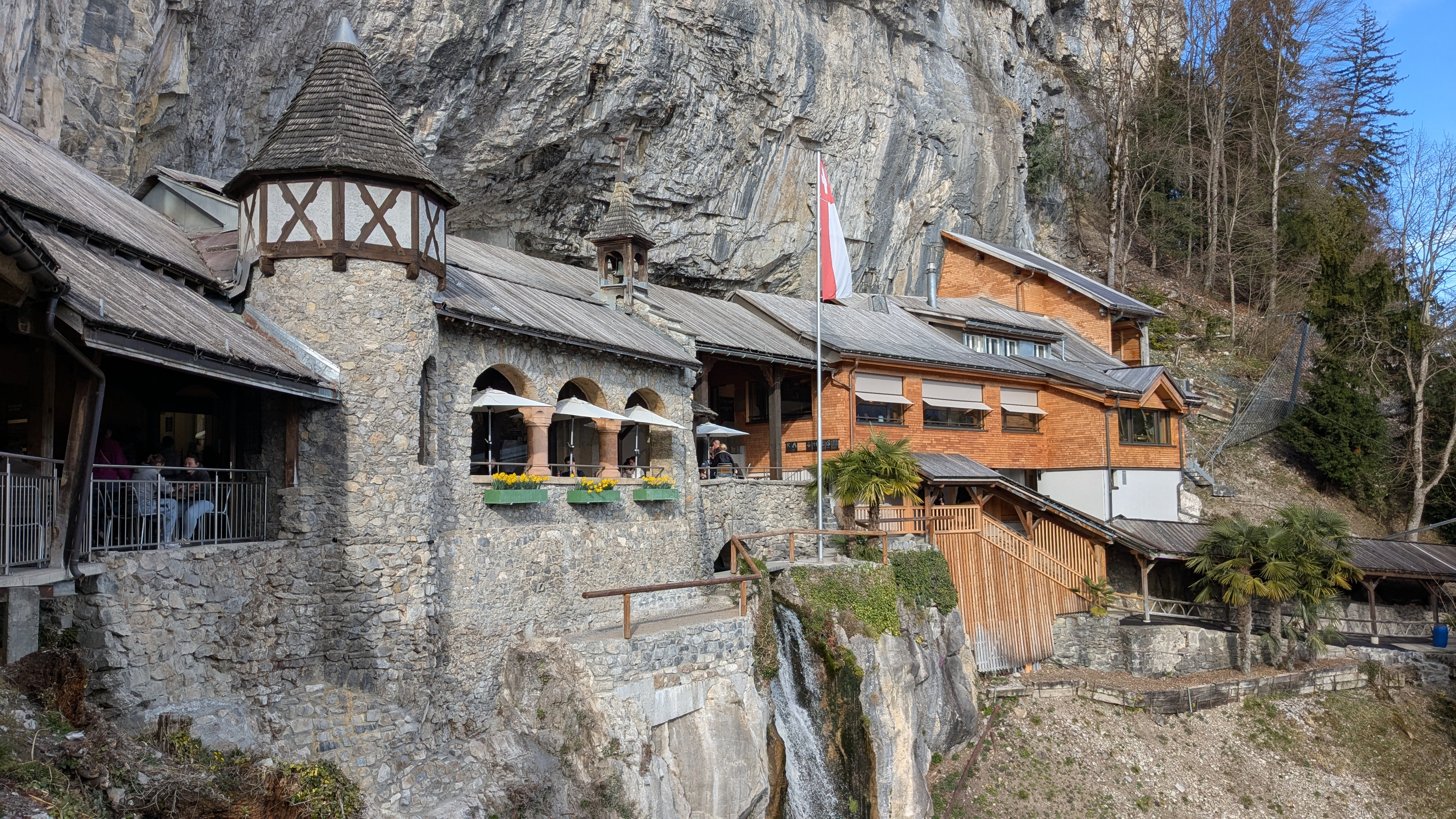
Eingang zu den Höhlen

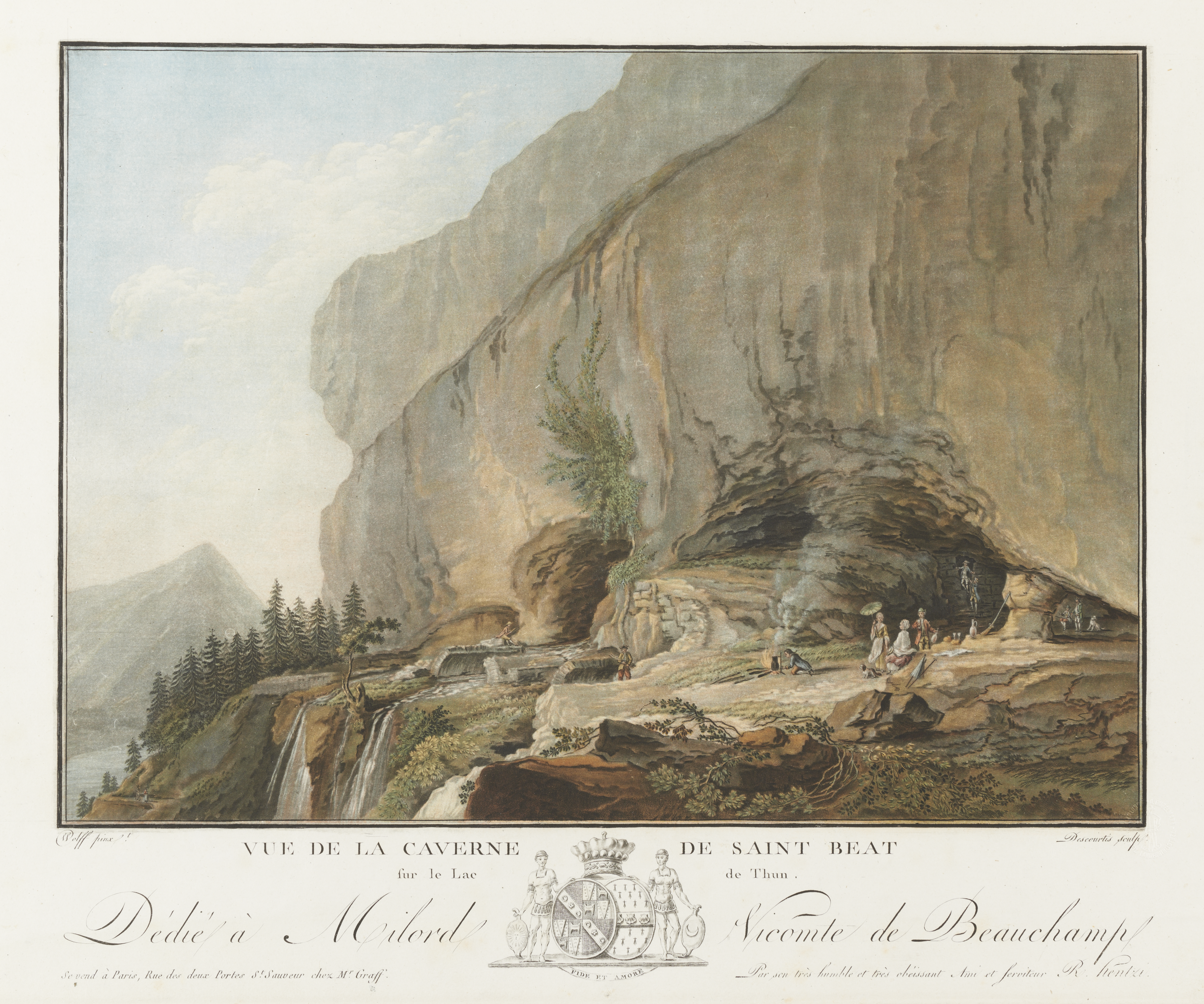
Beatushöhlen, 1785

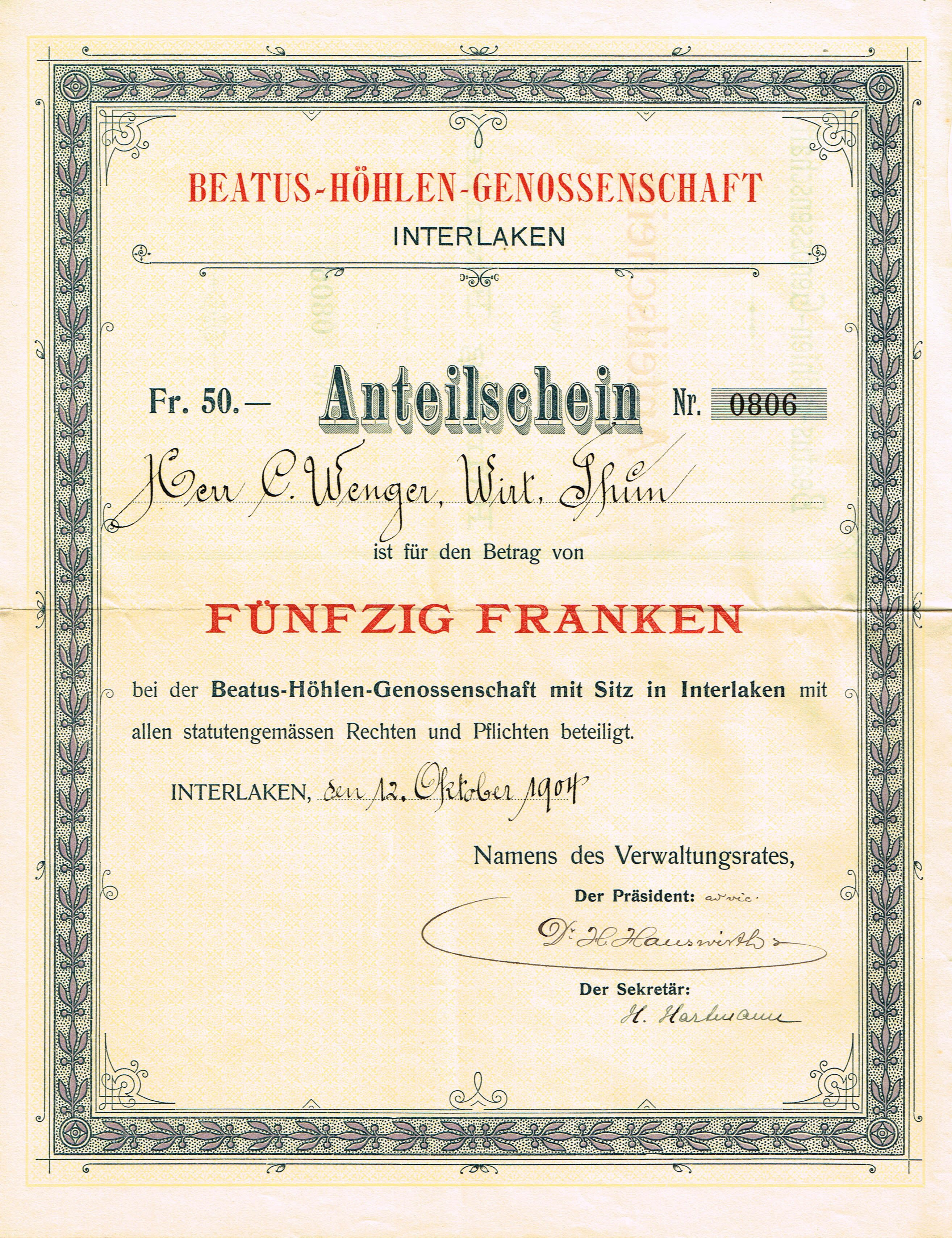
Anteilschein über 50 Franken der Beatus-Höhlen-Genossenschaft vom 12. Oktober 1904

Die St. Beatus-Höhlen sind ein Verbund von Tropfsteinhöhlen unterhalb von Beatenberg in der Nähe von Interlaken im Kanton Bern in der Schweiz.
Das Höhlensystem ist am Nordrand des Thunersees gelegen. Es ist mit einer Führung rund 1 km ins Innere des Niederhorn-Massivs begehbar, dabei überwindet man eine Höhendifferenz von 87 m. Der Legende nach soll hier der heilige Beatus gestorben sein. Unterhalb der Höhlen verläuft ein Teil des Jakobsweges.

## Geschichte und Legende
Laut der Legende soll im Mittelalter in den Höhlen ein schauriger feuerspeiender Drache gehaust haben. Der Heilige Beatus trat ihm mit dem Kreuz entgegen und rief die heilige Dreifaltigkeit an. Darauf floh der Drache und stürzte sich mit Gebrüll in den Thunersee und ertrank. Der heilige Beatus soll hierauf in der Höhle seine Klause errichtet und bis zu seinem Tode dort gewohnt haben. Am Höhleneingang kann heute das Grab des Heiligen Beatus und eine Nachbildung seiner Zelle besichtigt werden. Bis zur Reformation befand sich in der Höhle eine Wallfahrtskapelle zu Ehren des Heiligen, die dem Kloster Interlaken unterstand. Die Berner Regierung liess die Kapelle 1528 abreissen und den Höhleneingang zumauern, um die Wallfahrten zu unterbinden. Die katholischen Unterwaldner liessen sich aber nicht vor weiteren Wallfahrten abhalten und brachen die Mauer wieder auf; so gingen Zumauern und Aufbrechen mehrmals weiter. Als Gegengewicht zum Kult um die Beatushöhlen liess die Berner Regierung 1534 bis 1535 auf dem Beatenberg eine evangelisch-reformierte Kirche bauen.
Die zu den Beatushöhlen gehörende «Kapitänsgrotte» ist nach Johannes Knechtenhofer benannt, dem ersten Dampfschiffkapitän auf dem Thunersee.

## Tourismus und Forschung
Der Eingang ist von der nördlichen Uferstrasse oder mit dem Schiff erreichbar, jeweils über einen Wanderweg. Am Eingang sind Wasserfälle zu sehen. Der öffentliche ausgebaute und beleuchtete Teil der Höhle ist etwa 1 Kilometer lang. Die Höhlen sind ganzjährig geöffnet und dürfen alleine ohne Führung besucht werden.
Ein gebührenpflichtiger Rundgang mit Führung durch Grotten, Hallen und Schluchten mit beeindruckenden Tropfsteinformationen dauert etwa eine Stunde. 
Insgesamt sind bisher etwa 14 Kilometer des verzweigten Höhlennetzes erforscht.

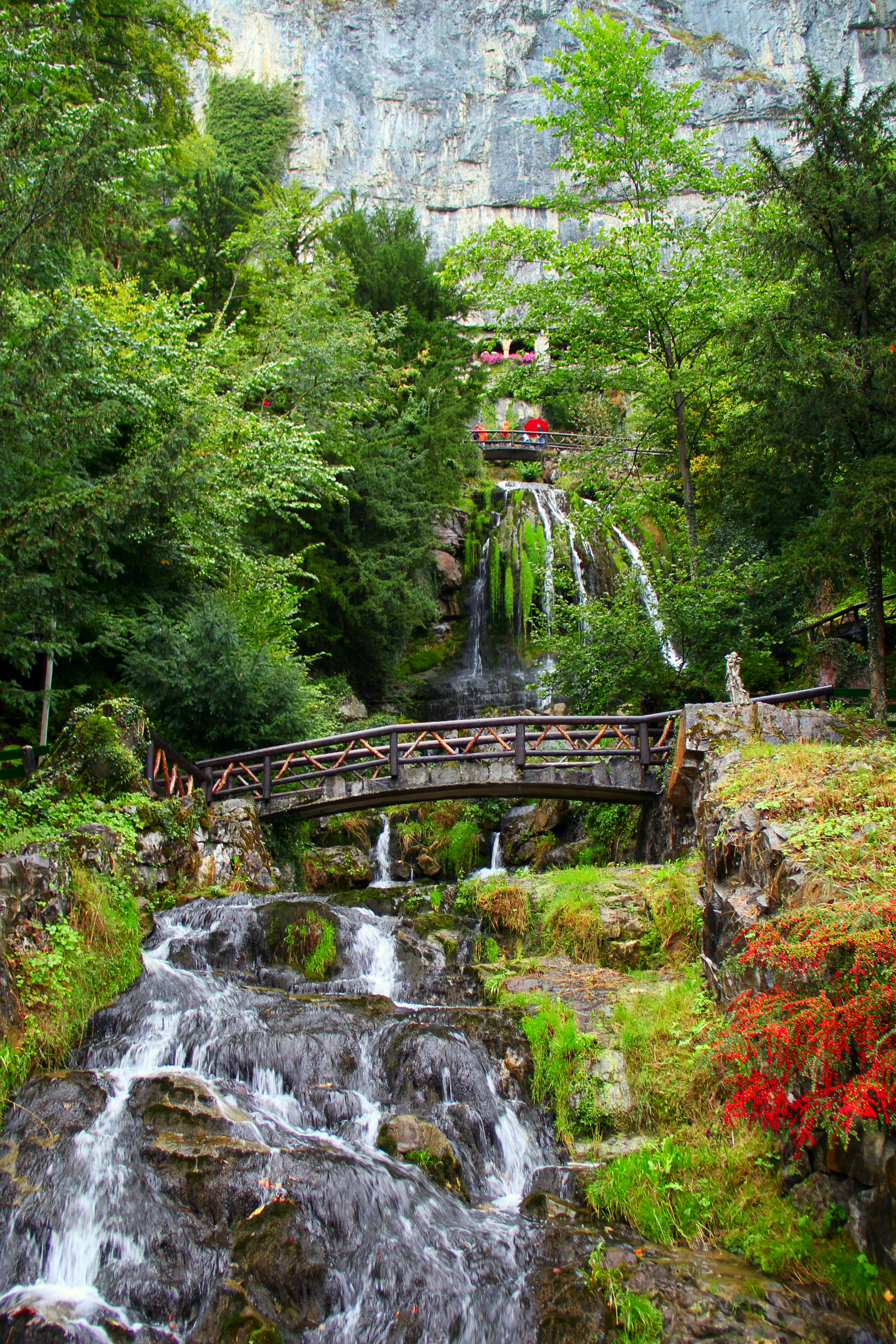
Zugangsweg
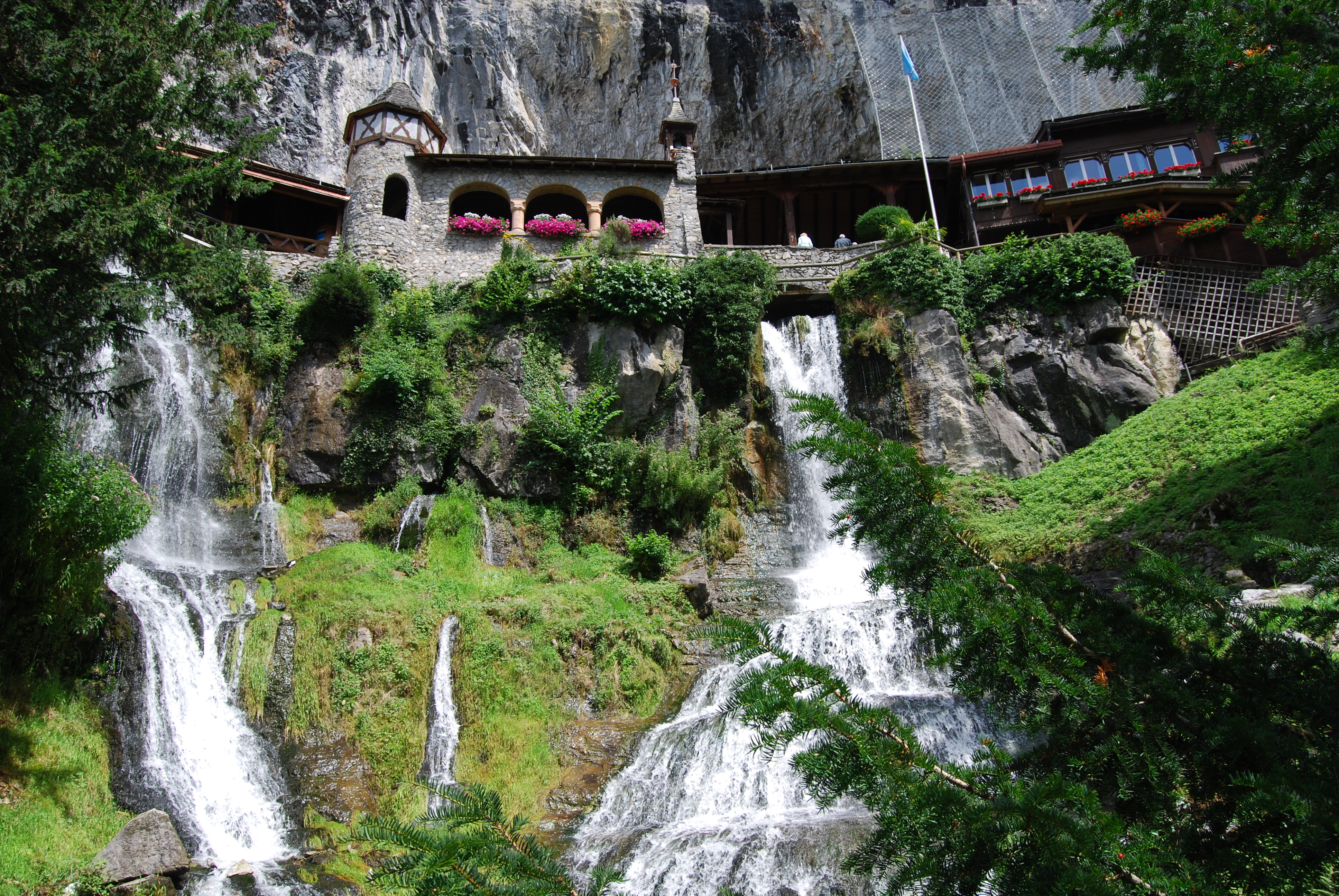
Wasserfälle
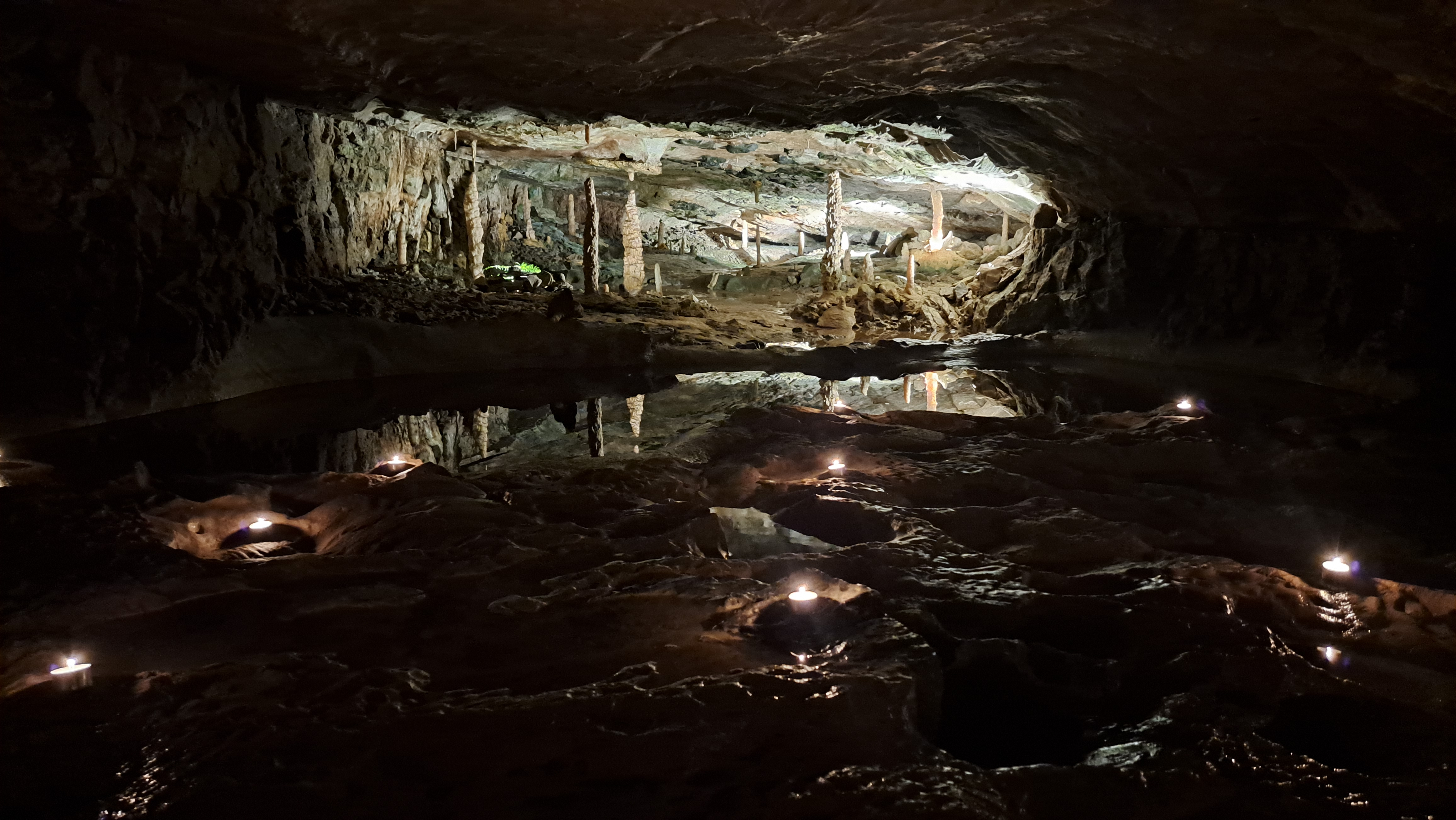
Tropfsteine in der Dreischwesterngrotte
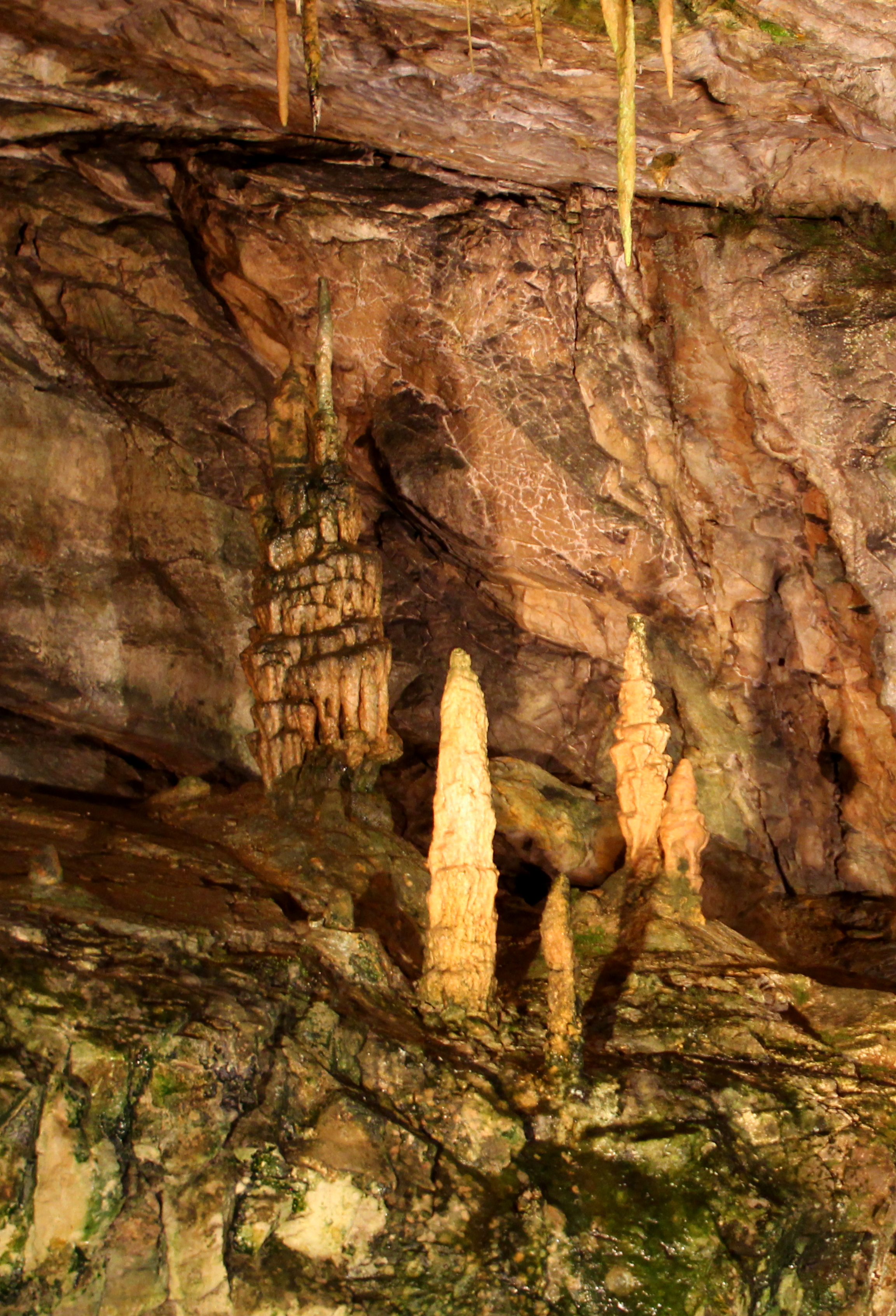
Tropfsteine
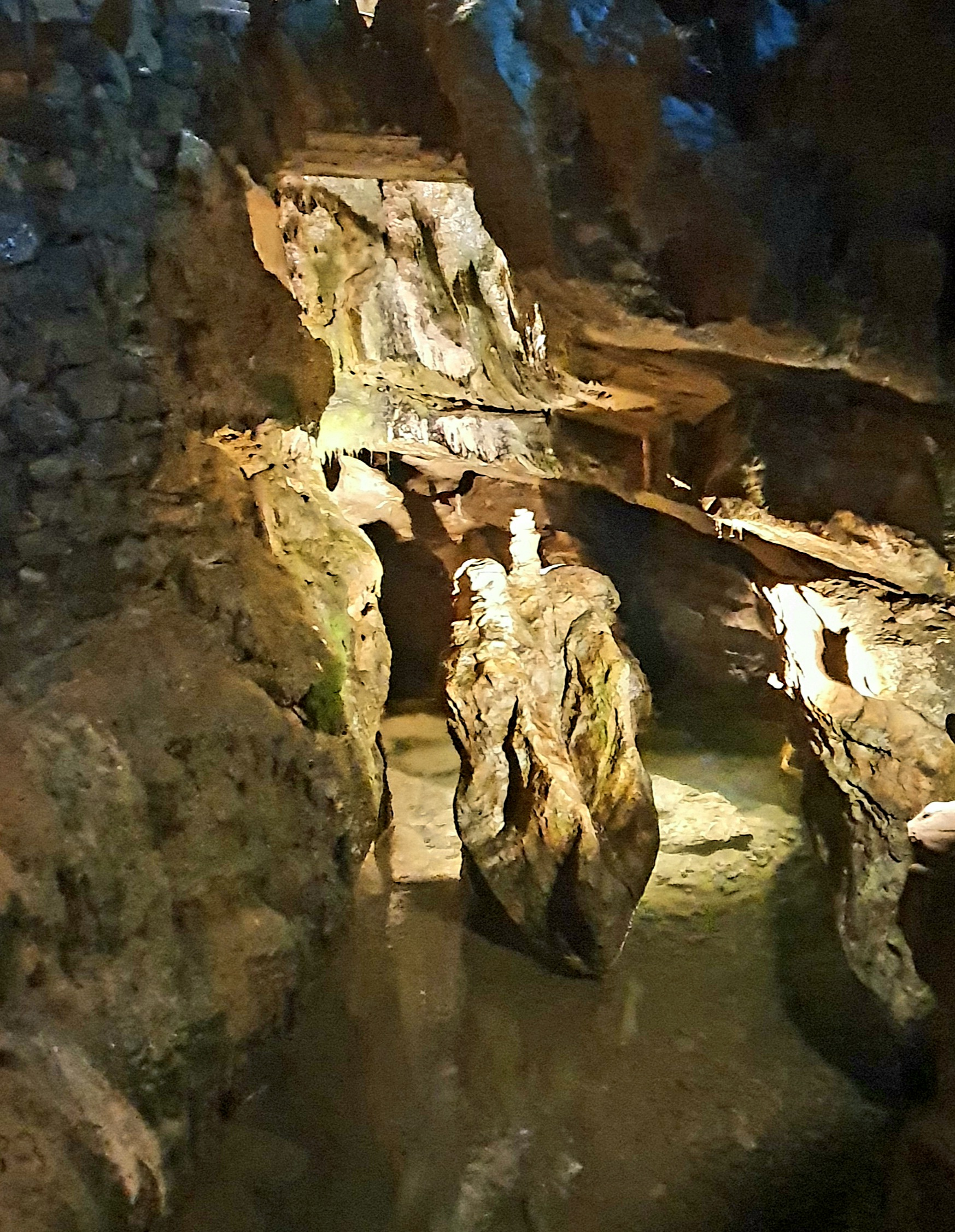
Tropfsteine
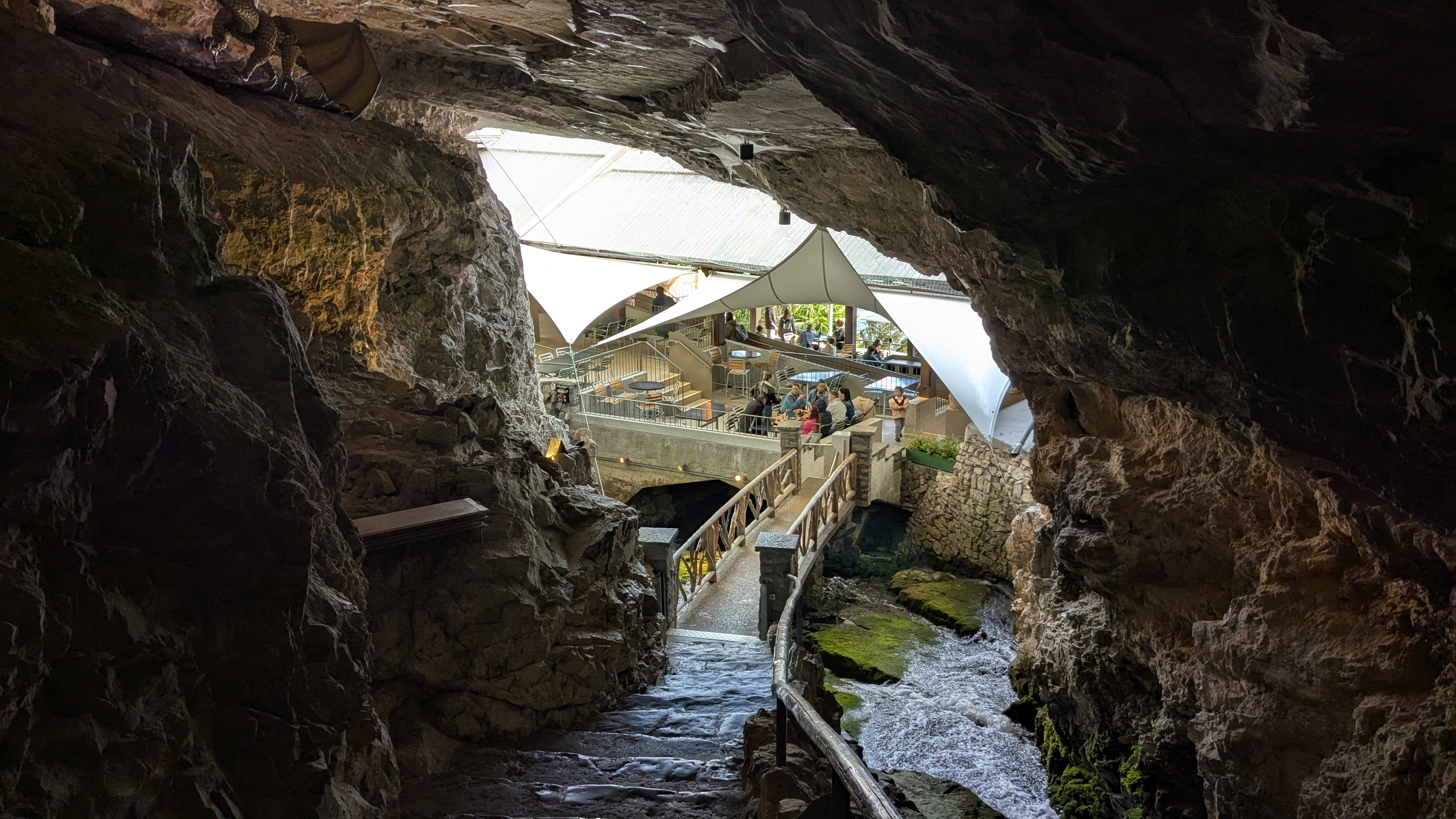
Ausgang St. Beatus-Höhlen
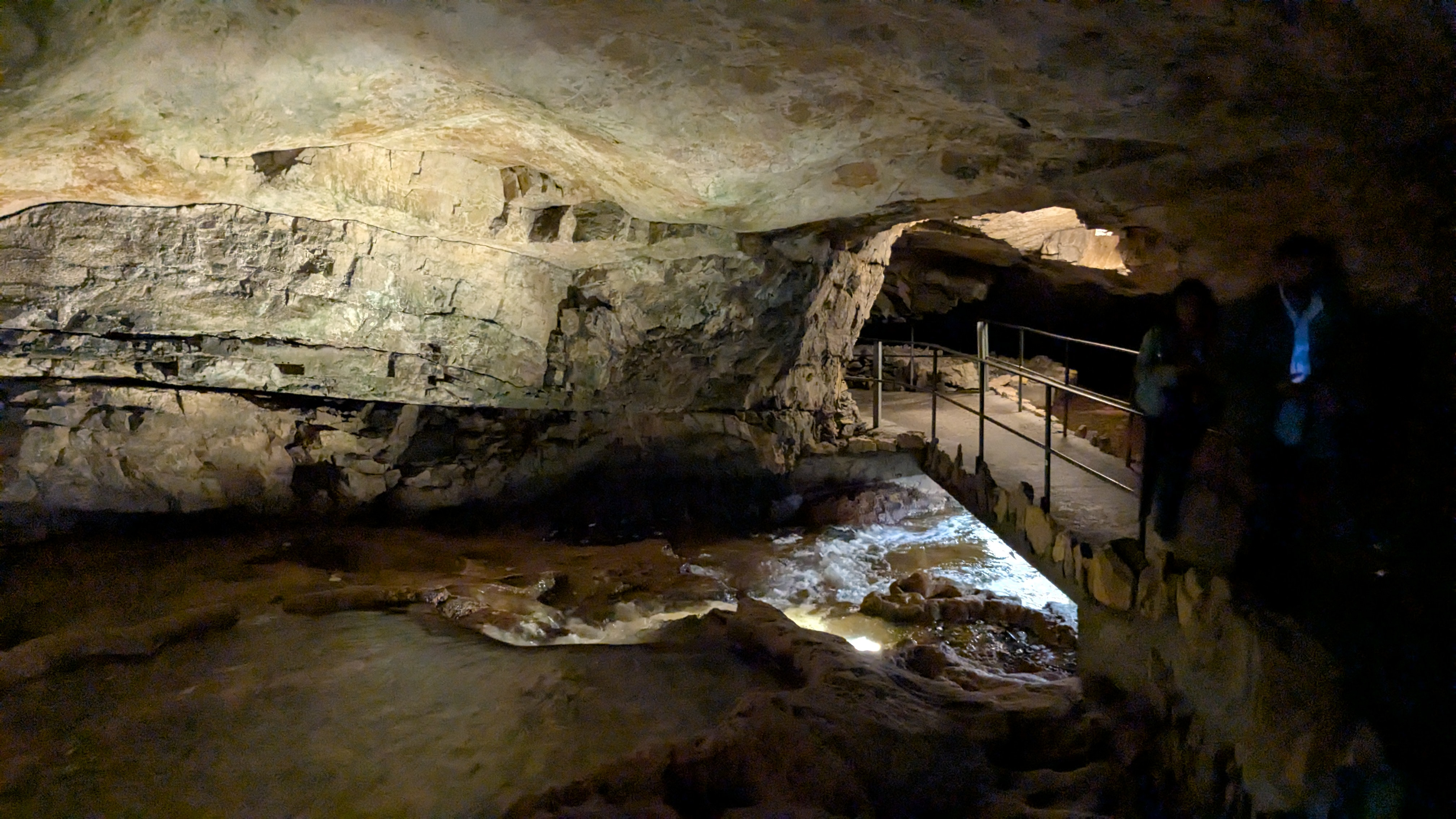
Weg in der Höhle